# Popi
Pour le film américain, voir Popi (film).
Popi  est un magazine pour enfants de 1 à 3 ans, édité par le groupe français Bayard Presse.
Les histoires qu'il contient sont axées sur les thèmes de la vie quotidienne des tout-petits.

## Rubriques
- Popi : la mascotte du magazine part à la découverte du monde et des premières sensations.
- Petit Ours Brun : une mini-histoire du héros Petit Ours Brun.
- L'imagier pour bébé : un imagier pour ouvrir l'univers des mots aux enfants.
- La surprise de Lili Souris : des pages de cache-cache à manipuler et une histoire interactive.
- Le petit monde : un panorama à déplier sur les lieux du quotidien ou insolites qui entourent le tout-petit.
- Cocotte et le Loup : une histoire humoristique où un loup veut manger une poule mais n'y arrive jamais.
- Le cahier Parents : un cahier détachable pour les parents. Un rendez-vous avec la rédaction et des spécialistes de la petite enfance pour les accompagner dans la parentalité.